# Реалчелзи (Палермо)
Реалчелзи је насеље у Италији у округу Палермо, региону Сицилија.
Према процени из 2011. у насељу је живело 66 становника. Насеље се налази на надморској висини од 412 м.